# Varvs socken, Östergötland
Varvs socken i Östergötland ingick i Aska härad och är sedan 1974 en del av Motala kommun i Östergötlands län, från 2016 inom Varv och Styra distrikt.
Socknens areal är 20,69 kvadratkilometer allt land. År 1951 fanns här 579 invånare. Kyrkbyn före 1862, Varv, och sockenkyrkan Varv och Styra kyrka ligger i denna socken. 

## Administrativ historik
Varvs socken har medeltida ursprung.
1 januari 1952 (enligt beslut den 30 mars 1951) överfördes till Varvs socken från Västra Stenby socken den obebodda fastigheten Sjökumla Norrgård 3:4 omfattande en areal av 0,16 km², varav allt land.
Styra församling uppgick 1862 i Varvs församling och bildade då Varv och Styra församling Vid kommunreformen 1862 året efter övergick socknens ansvar för de borgerliga frågorna till Varvs landskommun. Landskommunen inkorporerades 1952 i Aska landskommun och uppgick 1974 i Motala kommun. Den gemensamma församlingen uppgick 2006 i Aska församling.
1 januari 2016 inrättades distriktet Varv och Styra, med samma omfattning som Varv och Styra församling hade 1999/2000, och vari detta sockenområde ingår.
Socknen har tillhört samma fögderier och domsagor som socknens härad.  De indelta soldaterna tillhörde  Första livgrenadjärregementet, Motala kompani och Andra livgrenadjärregementet, Bergslags kompani.

## Geografi
Varvs socken ligger i västra Östergötland, mellan Motala och Skänninge, på Vadstenaslätten sydost om Motala. Socknen är uppodlad slättbygd med skog i norr och nordost.

## Historia
Socknen är medeltida och omnämns redan 1293 som Hvarf.  Styra församling uppgick i Varvs församling 1862, och bildade då bildades Varv och Styra församling. i Anton Ridderstad  bok Östergötlands beskrivning från 1917  beskrivs fornlämningar från medeltid, den så kallade Stenkilsvarvs källare. Den var enligt Ridderstad 5 meter lång, 4,7 meter bred och hela 7 meter i höjd och utgör en rest av någon medeltida byggnad. Den är murad helt och hållet av kullersten. Nära golvet fanns en nisch, i vilken man funnit kol och aska. Nischen kan ha utgjort en eldstad i byggnaden. En sägen berättar om en prins Stenkil ska bott här under sina jakter i trakten. I FMIS beskrivs lämningen:
Källare 8x8 m (Ö-V), 1 m h 1-1,5 m tj och 1-1,5 m dj. Övertorvad kallmurad stenfot av 0,2-0,5 m h och 0,2-0,8 m l stenar. I N kanten något skadad. Beväxt med flera buskar. Botten täckt av ris och skräp. '
Man anger i Inventeringsanteckningen att källaren tros ha samband med Stenkils ätt, möjligen som rester av ett jaktslott.

## Förhistoria
På den högsta delen av denna av en rullstensås ligger platsen Älleberget, eller Eldsberget. Ridderstad skriver i sin beskrivning över Östergötland 1917 att när luften är töcknig eller när det är töväder så säger allmogen att ”eldbergskärringen byker”. Han fortsätter På Eldsberget finns  en rundel med 9 meters diameter. Platsen skildras i en arkeologisk utredning 2003. I åsen närhet finns flera fornlämningar främst gravar men också en hålväg och kolbottnar. RAÄ 24 är en rund stensättning, 8 meter i diameter och 0,2 meter hög. Stensättningen är övertorvad. Stensättningen har en delvis synlig kantkedja, 0,2-0,4 meter hög och satt med av 0,5-1 meter långa stenar. I stensättningens mitt är en grop, 4 meter i diameter och 0,5-1 meter djup. Vid inventeringen 1948 beskrevs stensättning, eventuellt rest efter en vårdkase. Höjdens namn benämns redan 1743 eldberget (”Illeberget”). Thord Lindell menar 1931 att Eldsberget möjligen kan sättas i samband med eldsignalering. Arthur Nordén anser inte att berget varit en plats för en vårdkase och att namnet troligen har annat ursprung. Fornlämningarna RAÄ 25 och 26 har tolkats som resta stenar. Vid inventeringen 1948 tolkades de inte som fasta fornlämning. Stenarna hade ett borrat hål och en inhuggen cirkel runt detta, och tolkades däför som gränsmarkeringar för en äldre grustäkt. Samma tolkning gjordes vid inventeringen 1980.1996 inför miljökonsekvensarbetet med en ny riksväg 50  som ändrade synen på RAÄ 25 och 26. En ny grav i form av en stensättning dokumenterade. i schaktkanten av den nya vägen till grustaget hittades keramik och brända ben. RAÄ 25 och 26 omvandlades då till gravfält och fast fornlämning med  90x40 meters utbredning. RAÄ 25 och 26 ingår numera i gravfältet RAÄ nr 25.
I närområdet till Älleberget finns ett flertal fornlämning varav några är betydelsefulla och unika. Gravfältet Lunds backe (RAÄ 11 i Vallerstad socken) har omkring 175 gravar. Flera av dessa är resta stenar. Lunds backe ligger på omkring 1,5 km avstånd sydöst om Älleberget. Området kring Varvs kyrka, också på 1,5 km avstånd mot nordväst. Där finns såväl gravfält, stensträngar och även ensamliggande gravar ( RAÄ 8 och 10). 1,5 km norrut finns ytterligare gravfält (RAÄ 30 och 31).

### Östervarvsfyndet

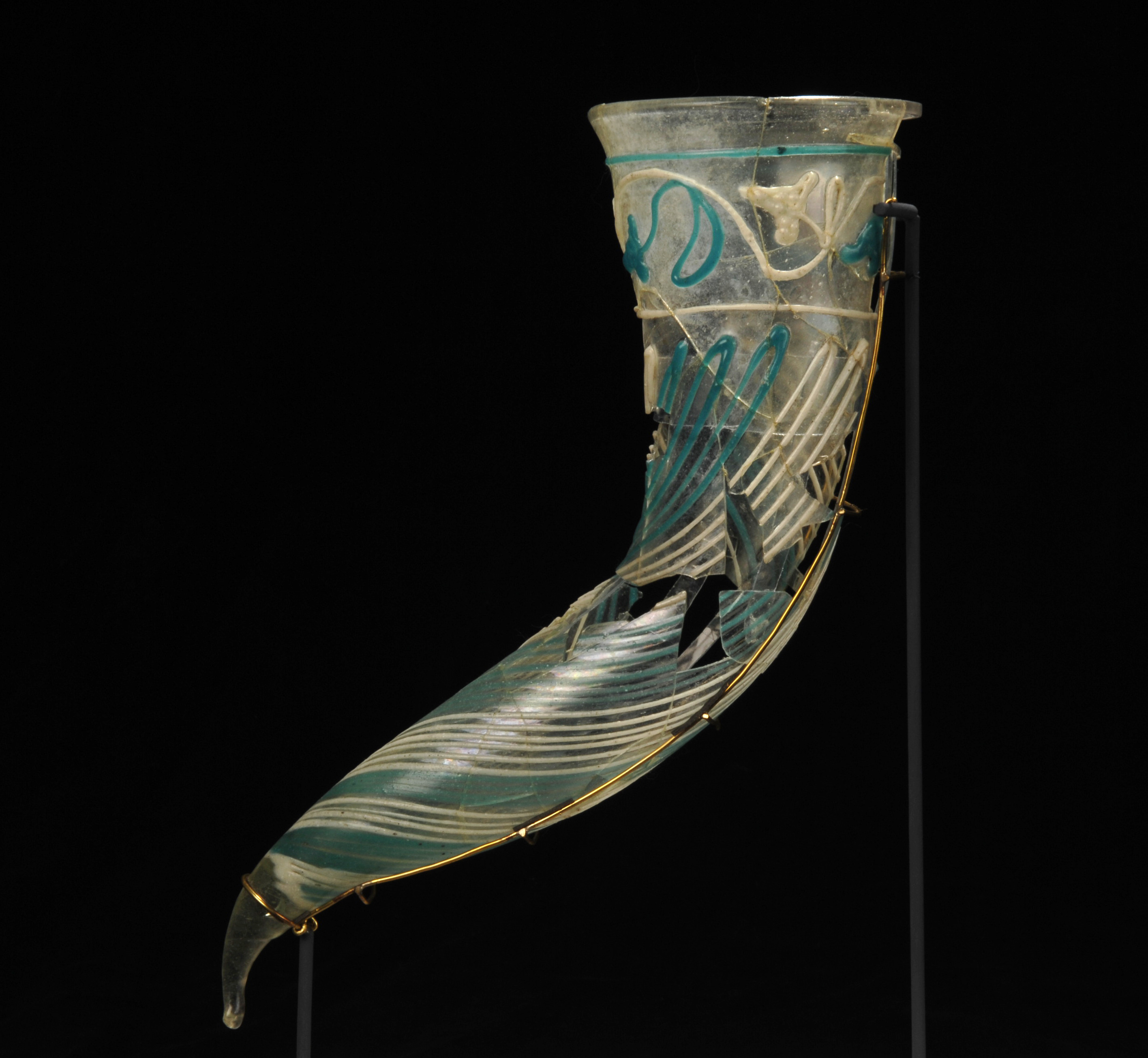
Dryckeshorn i glas, romersk järnålder

Anton Ridderstad bok Östergötland I. Östergötlands historia från äldsta intill nuvarande tid sid 41-42
Anton Ridderstad bok Östergötland II. Östergötlands beskrivning sid 72-73
Ett särskildt märkligt fornfynd på gravfältet RAÄ 32 är det så kallade  att Östervarvsfyndet . Fyndet är från 3:e århundradet e. Kr. yngre romers järnålder. Fynden består  av en sköldbuckla av järn med nitar, försedda med bronsskållor och bronsstift samt hithörande sköldhandtag av brons, ytterligare en sköldbuckla med hithörande handtag av järn. Vidare hittades ett tveeggat järnsvärd, två spjutspetsar av järn, en benkam, och dryckesbägare av glas i form av ett horn med pålagda mjölkvita och mörkblåa glasränder. En fibula av brons med nål av silver och guldbeläggning å den runda skivan, omgiven av en slät och räfflad silverring. Dessutom hitades bitar av järnknivar, en del av mynningsbeslag av brons till ett dryckeshorn. Ridderstad beskriver graven som en ensamgrav med skelettbegravning, som låg i en  grund stensättning med en längd av 2 meter orienterad ost/väst samt en däröver uppkastad hög. Nägra av fynden avbildas i Ridderstads verk Östergörland I: sid 41-42 däribland spjutspetsar av järn i fig. 79, benkammen  i fig. 80, och dryckesbägare av glas i form av ett horn med pålagda mjölkvita och mörkblåa glasränder  i fig. 81. Det rör sig om en mycket rik grav som var anlagd på toppen av en kulle på ett gravfält. Oftast ligger de äldsta gravarna på bästa platsen och sedan beläggsa gravfältets lägre delar. Erik Söderling behan i sin uppsats om Silverinlagda spjutspetsar från romersk järnålder, funna a i svensk jord, i Fornvännen 1940 s 94 att spjutspetsen med inventariumnummer SHM  8656, Östra Varv socken har sådana silverinläggningar. Han hänvisar till Hjalmar Stolpe i Antikvitetsakademins Månadsblad band 9 1897, s. 86. Stolpe har enligt Söderling inte observerat, att holken på spjutspetsen visar spår av kantighet. Fyndet har därefter behandlats i flera arkeologiska verk.
Erika Räf beskriver historien om gravfältet RAÄ 32:1 i en utredning. Varvs socken är en liten fornlämningsrik socknen på slätten belägen mellan Skänninge och Motala. Gravfältet RAÄ 32:1 beskrivs som förstört av bortodling, är beläget ca 120 m ö h, på en höjdrygg som främst sträcker sig i nord-sydlig riktning. Gravfältet anses vara ett av de mest betydelsefulla i Östergötland, och äldre anteckningar uppger antalet gravar till 12 högar och några (8?) stensättningar. I den skadade högen som ovan kallas Östervarvsfyndet hittades i slutet av 1800-talet en rik grav från romersk järnålder med komplett vapenutrustning och ett praktfullt glasdryckeshorn . I nära anslutning till fyndet undersökte Hjalmar Stolpe 1890 några av högarna. Holger Arbman, skrev att Stolpe beskrev högarna som relativt stora med centralrösen. Vid Stolpes grävningar framkom vendeltida bronsbeslag. Även ett fragmentariskt cloison néef från folkvandringstid var bland Stolpes fynd. Martin Rundkvist utförde en metalldetektorsökning på platsen 2007. Man letade efter centralplatser i Östergötland. Rundkvist hittade ett fragment av urnesspänne daterat till cirka 1100 e. Kr. Ytterligare ett fynd var ett hänge av brons troligen från samma tid. En mynningsbit från en trebent mässingsgryta kan inte dateras närmare än 1100-tal till 1600-tal. Det kan var lämningar från en tidigmedeltida bytomt. Lundqvist förundersökning av en järnåldersboplats ca 600 m norr om RAÄ 32:1 på fastigheten Stenkilsvarv 1:13.  Lundqvist menar att lämningarna kan vara från yngre järnålder, möjligen spår av storgårdskomplex. Fyndets betydelse framgår av att det också har avhandlats i Erik Oxenstierna skrift  Die ältere Eisenzeit in Östergötland 1958. Mårten  Stenberger behandlar graven med glasbägaren i Sten Brons Järn. Stenberger lägger huvudvikten i sin beskrivning på glasdryckeshornet som han beskriver som unikt i Skandinavien. Ingen källa beskriver graven som en dubbelgrav och det är en osäker slutsats av de två sköldarna i graven.

## Fornlämningar
Kända från socknen är gravfält från järnåldern.
I en grav från järnåldern hittades 1890 en glasbägare från romarriket. Dryckeshornet är gjort för export till norden och efterliknar kärl gjort av kohorn.  Fyndet återfinns numera på historiska museet i Stockholm.

## Namnet
Namnet (1293 Huarf) kommer från kyrkbyn. Namnet innehåller hvarf, 'varv' syftande på den krök en rullstensås bildar, där också en väg gått, vid byn.

## Kända personer från Varvs socken
- Anners Annersa på Hultet, bondkomiker

### Fotnoter
1. 1 2 3  Svensk Uppslagsbok andra upplagan 1947–1955: Varv socken
2. ↑   (PDF) Folkräkningen den 31 december 1950, I, Areal och folkmängd inom särskilda förvaltningsområden m.m., Tätorter. Stockholm: Statistiska centralbyrån. 1952-05-19. sid. 18. Arkiverad från originalet den 1 oktober 2014. https://www.webcitation.org/6T09ZkyrB?url=http://www.scb.se/Grupp/Hitta_statistik/Historisk_statistik/_Dokument/SOS/Folkrakningen_1950_1.pdf. Läst 9 oktober 2014 Arkiverad 29 oktober 2013 hämtat från the Wayback Machine.
3. ↑  Harlén, Hans; Harlén Eivy (2003). Sverige från A till Ö: geografisk-historisk uppslagsbok. Stockholm: Kommentus. Libris 9337075. ISBN 91-7345-139-8
4. ↑  ”Församlingar”. Statistiska centralbyrån. https://www.scb.se/hitta-statistik/regional-statistik-och-kartor/regionala-indelningar/forsamlingar/. Läst 30 december 2022.
5. ↑  Administrativ historik för Varv socken (Klicka på församlingsposten). Källa: Nationella arkivdatabasen, Riksarkivet.
6. 1 2  Sjögren, Otto (1931). Sverige geografisk beskrivning del 2 Östergötlands, Jönköpings, Kronobergs, Kalmar och Gotlands län. Stockholm: Wahlström & Widstrand. Libris 9939
7. 1 2  Nationalencyklopedin
8. ↑  Lindell, T., 1931. När vårdkaseldar brunno… Meddelanden från Östergötlands fornminnes- och museiförening 1931-1932. Linköping.
9. ↑  Nordén, A., 1947. Östergötlands järnålder. Del II. Stockholm, sid 20.
10. ↑  Larsson, Z. L., Nilsson, P., Ulfhielm, A., 1997. Riksväg 50. Jönköping Örebro, delen Ödeshög-Motala. Arkeologisk Utredning, etapp 1. Del 1 och 2. Riksantikvarieämbetet, Avdelningen för arkeo logiska undersökningar. Rapport UV Linköping 1997:3.
11. ↑  Arbman H. 1942. Östgötska storbondegravar från 700-talet e Kr. Östergötlands fornminnes och museiförenings meddelanden. 1939 - 1941.
12. ↑  Rundkvist M & Olsson T. 2007. Prospektering kring Öster varvsgravfältet i Varv, 10 - 12 april 2007. Otryckt rapport, arkivhandling. Östergötlands museum.
13. ↑  Erika Räf. ”Ombyggnad av elnät i Melstad, VARV -  Raä 32:1, Östervarv 3:, Varvs socken,”. http://gammal.ostergotlandsmuseum.se/system/reports/pdfs/000/000/192/original/2014-029.pdf. Läst 1 augusti 2025.
14. ↑  Märten Stenberger (1971) Sten Brons Järn, Aldus, Stockholm, sid 198.
15. ↑  Fornlämningar, Statens historiska museum: Varvs socken, Östergötland
16. ↑  Fornminnesregistret, Riksantikvarieämbetet: Varvs socken, Östergötland Fornminnen i socknen erhålls på kartan genom att skriva in sockennamn (utan "socken") i "Ange geografiskt område"
17. ↑  ”Ett glashorn från Östergötland”. Lisa Irenius. 5 juli 2012. https://blog.svd.se/historia/2012/07/05/ett-glashorn-fran-ostergotland/. Läst 4 juli 2025.
18. ↑  ”Dryckeshorn”. https://samlingar.shm.se/object/9C427D44-4D31-44EF-9BAA-72F633A1037A?type=object&references=21912267-CD62-4AA3-9EC0-09F1E03B2BDE&rows=50&offset=50&n=59. Läst 4 juli 2025.
19. ↑  ”Dryckeshorn av glas”. https://historiska.se/upptack-historien/foremal/dryckeshorn-av-glas/. Läst 4 juli 2025.
20. ↑  Mats Wahlberg, red (2003). Svenskt ortnamnslexikon. Uppsala: Institutet för språk och folkminnen. Libris 8998039. ISBN 91-7229-020-X. https://isof.diva-portal.org/smash/get/diva2:1175717/FULLTEXT02.pdf